# Anua, Samoa
Anua là một làng trên đảo Tutuila, Samoa thuộc Mỹ. Nó nằm gần thủ đô Pago Pago và trên bờ biển của cảng Pago Pago.